# Tormenta tropical Delfina
La tormenta tropical severa Delfina fue un ciclón tropical que afectó el sudeste de África en enero de 2003. La cuarta tormenta con nombre de la temporada de ciclones en el suroeste del Índico de 2002-03, Delfina, se formó frente a la costa noroeste de Madagascar el 30 de diciembre de 2002. Se intensificó rápidamente mientras se desplazaba hacia el oeste, convirtiéndose en una fuerte tormenta tropical antes de golpear el noreste de Mozambique el 31 de diciembre. Delfina se debilitó mientras se desplazaba hacia el interior y ya no se podía clasificar como ciclón tropical el 1 de enero de 2003. Sin embargo, sus restos se desplazaron por el país y llegaron a Malawi, para luego dar un giro y cruzar de nuevo Mozambique; los restos de Delfina se observaron por última vez el 9 de enero.
Tanto en Mozambique como en Malawi, Delfina dejó fuertes lluvias que provocaron inundaciones. En el primer país, más de 18.000 casas resultaron gravemente dañadas o destruidas, dejando a miles de personas sin hogar. La tormenta dañó carreteras y puentes, lo que interrumpió las labores de socorro posteriores al huracán, y las inundaciones destruyeron extensas zonas de cultivo en medio de una persistente escasez de alimentos. Las inundaciones persistentes provocaron un brote de cólera y malaria en Mozambique, y 47 personas murieron a causa de Delfina. En Malawi, las inundaciones no fueron generalizadas, aunque la tormenta destruyó unas 3.600 casas y mató a ocho personas. Sin embargo, sólo dos meses después de la tormenta, el ciclón Japhet dejó daños y muertes en muchas de las mismas zonas afectadas por Delfina.

## Historia meteorológica
A las 11:00 UTC del 30 de diciembre de 2002, el Centro Conjunto de Alerta de Tifones (JTWC)  señaló en su Perspectiva Meteorológica Tropical Significativa que persistía una zona de convección en el Canal de Mozambique frente a la costa noroeste de Madagascar. El sistema presentaba una circulación débil, ubicada en una zona de mínima cizalladura del viento. A las 12:00 UTC de ese día, Météo-France clasificó el sistema como la sexta zona de tiempo alterado de la temporada. Se desarrolló rápidamente y se organizó en la Disturbio Tropical 6 a las 1800 UTC del 30 de diciembre. Casi al mismo tiempo, el JTWC inició avisos sobre el ciclón tropical 08S. La convección se organizó mejor y se desarrollaron bandas de salida y lluvia. Con una cresta al sur, la tormenta siguió una dirección generalmente hacia el oeste en dirección a Mozambique.A las 0600 UTC del 31 de diciembre, MFR actualizó el sistema a depresión tropical 6, y seis horas más tarde la agencia lo actualizó a tormenta tropical Delfina.
Al acercarse a la costa de Mozambique, Delfina se intensificó rápidamente, desarrollando una formación de ojo de huracán y alcanzando vientos máximos sostenidos de 1 minuto de 100 km/h (65 mph). A las 1800 UTC del 31 de diciembre, MFR estimó vientos máximos sostenidos de 10 minutos de 95 km/h (60 mph). Aproximadamente a las 2130 UTC, Delfina tocó tierra cerca de Angoche, en el este de Mozambique. Se debilitó rápidamente mientras avanzaba tierra adentro y MFR suspendió las advertencias a principios del 1 de enero de 2003. Delfina entró en Malawi el 2 de enero, donde el aire seco afectó a la tormenta. Los restos giraron hacia el noreste, se dirigieron hacia Mozambique y luego giraron hacia el sur. El 6 de enero, cambió de rumbo y emergió en el canal de Mozambique. Cuando los remanentes alcanzaron el canal de Mozambique, fueron reclasificados como perturbación tropical 07, que se desplazó hacia el sur sobre las aguas. Se volvió a intensificar hasta convertirse en tormenta tropical el 8 de enero antes de debilitarse al día siguiente y convertirse en extratropical. Los remanentes persistieron durante varios días y se disiparon el 14 de enero.

## Impacto y consecuencias

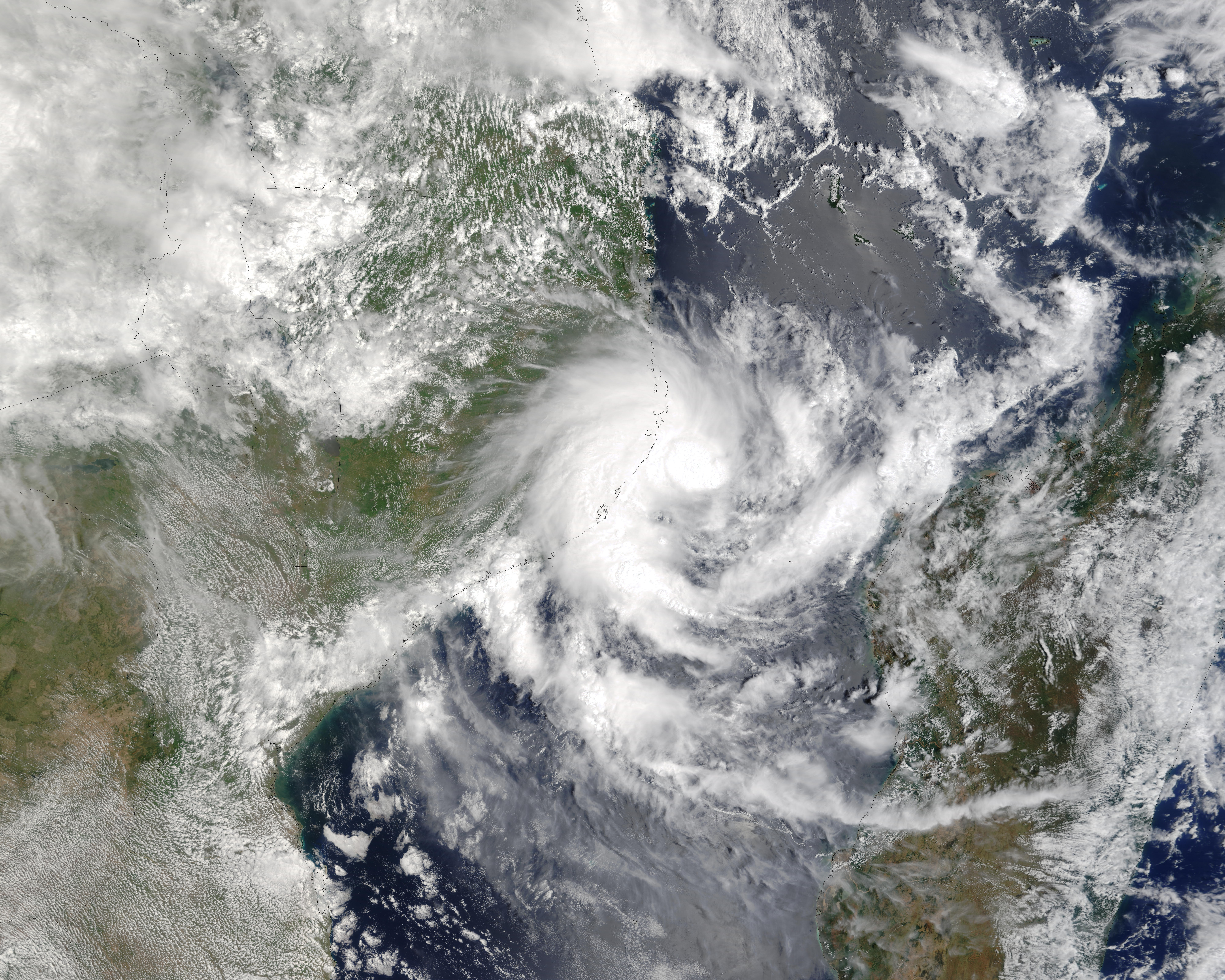
Imagen satelital de Delfina cerca de tocar tierra el 31 de diciembre de 2002

Al impactar Mozambique, Delfina provocó fuertes vientos y lluvias torrenciales, en particular en la parte norte del país. Una estación en Nampula informó de 281 mm (11,1 pulgadas) de lluvia en un período de 48 horas. Delfina arrasó carreteras y puentes en las provincias de Nampula y Zambezia, aislando localidades e interrumpiendo la red de transporte. Un tren descarriló debido a los efectos de la tormenta, que cortó el transporte ferroviario entre el norte de Mozambique y el vecino Malawi. El ciclón destruyó o dañó gravemente más de 18.000 casas, lo que afectó directamente a unas 133.000 personas, principalmente en Nampula, donde 22.000 personas fueron desplazadas. Las inundaciones en el río Ligonha obligaron a 1.800 personas a abandonar sus hogares.  En Nampula y Zambezia, Delfina dañó cuatro centros de salud y 376 escuelas. La tormenta provocó un corte de electricidad en Nampula durante varios días y en Monapo hubo escasez de agua después de la tormenta. El ciclón destruyó más de 2.000 ha (4.900 acres) de cultivos de frijoles y mandioca y derribó miles de árboles de anacardo, en zonas ya afectadas por escasez de alimentos debido a las condiciones de sequía. En total, Delfina provocó daños por 3,5 millones de dólares (dólares de 2003) y causó 47 muertes en el país, al menos 19 debido a inundaciones.
Después de que Delfina atravesó Mozambique, la sección local de la Cruz Roja proporcionó refugio, agua y artículos de socorro a los residentes afectados. Las inundaciones residuales en el norte de Mozambique, combinadas con la falta de agua potable, provocaron un brote de cólera que afectó al menos a 400 personas. Hasta el 27 de enero, 12 personas habían muerto a causa de la enfermedad. Las inundaciones también provocaron un brote de malaria que mató a 45 personas en el país. Los funcionarios del gobierno enviaron alimentos a las zonas afectadas por avión y por carretera, después de que los trabajadores repararan los puentes dañados. Los residentes de Mozambique se recuperaron gradualmente de los daños causados por la tormenta en las semanas posteriores a esta. Sin embargo, sólo dos meses después de la tormenta, el ciclón Japhet dejó daños y muertes en muchas de las mismas zonas.
En el vecino Malawi, los restos de la tormenta provocaron inundaciones en siete provincias, aunque no fueron generalizadas. Delfina dañó carreteras y destruyó un puente ferroviario en el distrito de Balaka. La tormenta destruyó alrededor de 3.600 casas; lo que obligó a unas 30.000 personas a abandonar sus hogares. Las inundaciones afectaron 57.000 propiedades, dañando 23.500 ha (58.000 acres) en medio de una escasez de alimentos. Delfina mató a ocho personas en Malawi, lo que llevó al presidente Bakili Muluzi a declarar el país como zona de desastre el 11 de enero. Después de la tormenta, la Cruz Roja proporcionó mantas y alimentos a los residentes afectados. La línea ferroviaria dañada que inicialmente impidió que los suministros de ayuda ingresaran al país fue reparada a principios de febrero.